# كرستن ويستفال
كرستن ويستفال (بالألمانية: Kerstin Westphal )‏ (و. 1962  م) هي سياسية ألمانية، ولدت في هامبورغ، هي عضوةٌ الحزب الديمقراطي الاجتماعي الألماني.

## مناصب
تولت منصب عضو في البرلمان الأوروبي (منذ 25 مايو 2014)
- عضو في البرلمان الأوروبي (14 يوليو 2009–30 يونيو 2014).[5]